# Alena Szamal
Alena Uładzimirauna Szamal (biał. Алена Ўладзіміраўна Шамаль, ros. Елена Владимировна Шамаль, Jelena Władimirowna Szamal; ur. 8 maja 1973 w Tieminiczi w rejonie briańskim) – białoruska lekarka i polityk, w latach 2008–2012 deputowana do Izby Reprezentantów Zgromadzenia Narodowego Republiki Białorusi IV kadencji.

## Życiorys
Urodziła się w 8 maja 1973 roku we wsi Tieminiczi, w rejonie briańskim obwodu briańskiego Rosyjskiej FSRR, ZSRR. Ukończyła Witebski Państwowy Instytut Medyczny, uzyskując wykształcenie lekarki, oraz ordynaturę kliniczną ze specjalnością „terapia”. Pracowała jako lekarka pediatra na wydziale medyczno-sanitarnym z Zjednoczeniu Produkcyjnym „Bobrujskszyna”, zastępczyni głównego lekarza oddziału medycznego Bobrujskiego Szpitala Centralnego. Była deputowaną do Bobrujskiej Miejskiej Rady Deputowanych.
27 października 2008 roku została deputowaną do Izby Reprezentantów Zgromadzenia Narodowego Republiki Białorusi IV kadencji z Bobrujskiego-Leninowskiego Okręgu Wyborczego Nr 78. Pełniła w niej funkcję członkini Stałej Komisji ds. Ochrony Zdrowia, Kultury Fizycznej, Rodziny i Młodzieży. Od 13 listopada 2008 roku była członkinią Narodowej Grupy Republiki Białorusi w Unii Międzyparlamentarnej.

## Odznaczenia
- Gramota Pochwalna Zgromadzenia Narodowego Republiki Białorusi[1].

## Życie prywatne
Alena Szamal jest mężatką, ma córkę.